# Alfa i Omega: Rodzinne wakacje
Alfa i Omega: Rodzinne wakacje (ang. Alpha and Omega: Family Vacation) – amerykański film animowany z 2015 roku wyreżyserowany przez Richarda Richa oraz wyprodukowany przez Crest Animation Productions i Lionsgate Films. Kontynuacja filmów Zakochany wilczek, Alfa i Omega: Święta w wilczym stylu, Alfa i Omega: Igrzyska w wilczym stylu oraz Alfa i Omega: Legenda Zębatej Jaskini.
Premiera filmy odbyła się 28 marca 2014 w Meksyku, a pięć miesięcy później 4 sierpnia został wydany na DVD w Stanach Zjednoczonych. W Polsce film odbył się w Kinie Boomerang 4 grudnia 2015 w Boomerangu.

## Fabuła
Film opowiada o dalszych perypetiach wilków – Kate, Humphreya i wielu innych. Wilczki wraz z rodziną wybierają się na szczęśliwe wymarzone wakacje. Okazuje się jednak, że nie ma gdzie wypocząć. Wilcza rodzina postanawia przeżyć wielkie przygody, a także przekonają się, że mogą na sobie polegać w każdej sytuacji.

## Wersja polska
Wystąpili:
- Justyna Bojczuk – Klaudyna
- Paweł Ciołkosz – Humphrey
- Agnieszka Fajlhauer – Kate
- Agnieszka Mrozińska-Jaszczuk – Fąfel
- Beata Jankowska-Tzimas – Ziółko
- Klaudiusz Kaufmann – Paddy
- Mieczysław Morański – Marcel
- Zuzanna Galia – Frida
- Katarzyna Tatarak – Fran
- Waldemar Barwiński – Chyżyk
- Paweł Kubat – Zdziś
- Elżbieta Kopocińska – Agniecha
- Jarosław Domin – traper #1
- Jan Kulczycki – traper #2
- Krzysztof Cybiński – Garth
- Joanna Pach-Żbikowska
- Iwona Rulewicz
- Marek Bocianiak
- Anna Gajewska

i inni
Lektor tytułu: Artur Kaczmarski